# この世で君が一番好き
「この世で君が一番好き」（このよできみがいちばんすき）は、松山千春が1998年5月9日にリリースした44枚目のシングルである。

## 解説
カップリングに、代表曲「大空と大地の中で」新録ヴァージョン収録。

## 収録曲
| 全作詞・作曲: 松山千春、全編曲: 萩田光雄。 |                                                |          |            |      |
| #                                          | タイトル                                       | 作詞     | 作曲・編曲 | 時間 |
| 1.                                         | 「この世で君が一番好き」                       | 松山千春 | 松山千春   | 4:38 |
| 2.                                         | 「大空と大地の中で」                           | 松山千春 | 松山千春   | 3:40 |
| 3.                                         | 「この世で君が一番好き」(オリジナル・カラオケ) | 松山千春 | 松山千春   | 4:38 |
| 4.                                         | 「大空と大地の中で」(オリジナル・カラオケ)     | 松山千春 | 松山千春   | 3:39 |
| 合計時間:                                  | 合計時間:                                      | 16:35    |            |      |